# Sivirsky Antal (nyelvész)
Sivirsky Antal, született: Sivirsky Antal Lajos István; írói álneve: Antal Maros (Budapest, 1909. december 14. – Hága, 1993. február 6.) hollandiai magyar író, nyelvész, irodalomtörténész, műfordító.

## Életútja
Apai nagyszülei Sivirsky (Sivirszky) Antal építészeti vezető és Marmuzsák Borbála. Szülei Sivirsky Antal István János (Budapest, 1874. december 27. – Gönyű, 1942. október 25.) építész, pénzügyi tisztviselő és Feuereisen Jozefa, a szülők 1906. május 1-jén kötöttek házasságot Budapesten.
1921-ben Hollandiába költözött. 1940. március 22-én ’s-Hertogenbosch-ban házasságot kötött Geertruida Cornelia Bollennel.
1971-től 1975-ig az Utrechti Egyetem magyar nyelv és irodalom intézetének vezetője volt. Munkásságát a holland–magyar kulturális kapcsolatok pártfogolásának szentelte.

## Műveiből
- Ontvoering en ontvluchting, kisregény (Antal Maros néven), Utrecht, 1945;
- Het molenkruis, dráma (Antal Maros néven), Alkmaar, 1946;
- Terugkeer naar Boedapest, regény (Antal Maros néven), Den Haag, 1948;
- Nomadenbloed, regény (Antal Maros néven), Den Haag, 1948;
- Holland nyelvkönyv, Amszterdam, 1957;
- Leergang voor de Hongaarse taal, Amszterdam, 1957;
- Hongaarse vertelkunst, Utrecht, 1958;
- School der voordrachtkunst, Groningen, 1959;
- Maesters der Hongaarse vertelkunst, Amszterdam, 1959;
- Het beeld der Nederlandse literatuur I-II., Groningen, 1959-60;
- De Hongaarse literatuur van onze tijd, Antwerpen, 1960 (németül: Die ungarische Literatur der Gegenwart, Bern-München, 1962);
- Magyar-holland szótár (Véber Gyulával), Hága, 1961;
- De afvallige martelaar, regény, Den Haag, 1963;
- Magyarország a 19. századi holland irodalom tükrében, 1973;
- A holland-magyar kulturális kapcsolatok öt évszázada, 1986. (Készült a Holland Királyi Nagykövetség megbízásából, az 1986. évi magyarországi Holland Napok alkalmából.)

## Elismerései
- Az irodalomtudományok kandidátusa (1970)
- Lotz-emlékérem (Nemzetközi Magyar Filológiai Társaság) 1991.